# Мидьят
Мидьят (тур. Midyat) — город и район в провинции Мардин (Турция).

## История
Люди жили в этих местах с древнейших времён. Впоследствии город входил в состав разных государств; в XVI веке он попал в состав Османской империи.
В районе города расположен подземный город на 60 тысяч человек.

## В культуре
События турецкого телесериала «Ветреный» разворачиваются в городе Мидьят.